# Zhushi, Hunan
Zhushi är en ort i Kina. Den ligger i provinsen Hunan, i den södra delen av landet, omkring 260 kilometer sydväst om provinshuvudstaden Changsha.
Runt Zhushi är det tätbefolkat, med 369 invånare per kvadratkilometer. Närmaste större samhälle är Xiyangjiang, 18,8 km nordost om Zhushi. Trakten runt Zhushi består till största delen av jordbruksmark.
Genomsnittlig årsnederbörd är 1 796 millimeter. Den regnigaste månaden är juni, med i genomsnitt 269 mm nederbörd, och den torraste är december, med 62 mm nederbörd.